# Saadabad-pagten
Saadabad-pagten var en traktat der blev indgået den 7. juli 1937 i Saadabad Paladset, den daværende shahens palads udenfor Teheran i Irak, imellem Tyrkiet, Persien, Afghanistan og Irak.
Med traktaten anerkendte de fire lande hinandens grænser og forpligtede sig til ikke-indblanding i hinandens indre forhold, samt at mødes i tilfælde af internationale konflikter med interesse for de fire lande.
Traktaten blev fornyet i 1942 med fem år .